# نریمان (داغستان)
نریمان (به لاتین: Nariman) یک منطقهٔ مسکونی در روسیه است که در شهرستان نوگایسکی (داغستان) واقع شده‌است.